# Pohoří Čerského
Pohoří Čerského (rusky Хребет Черского) je pohoří v severovýchodní části Sibiře mezi řekami Jana a Indigirka. Prochází od severozápadu k jihovýchodu Jakutskou republikou a Magadanskou oblastí. Nejvyšší horou je Pobeda (rusky Победа – vítězství), vysoká 3 003 metrů. Pohoří se nachází na rozhraní Eurasijské a Severoamerické tektonické desky. Pohoří Čerského spolu se sousedním Verchojanským pohořím ovlivňují klima, neboť brání proudění vlhkého oceánského větru od východu a tím zmenšují množství sněhových srážek na územích směrem na západ.

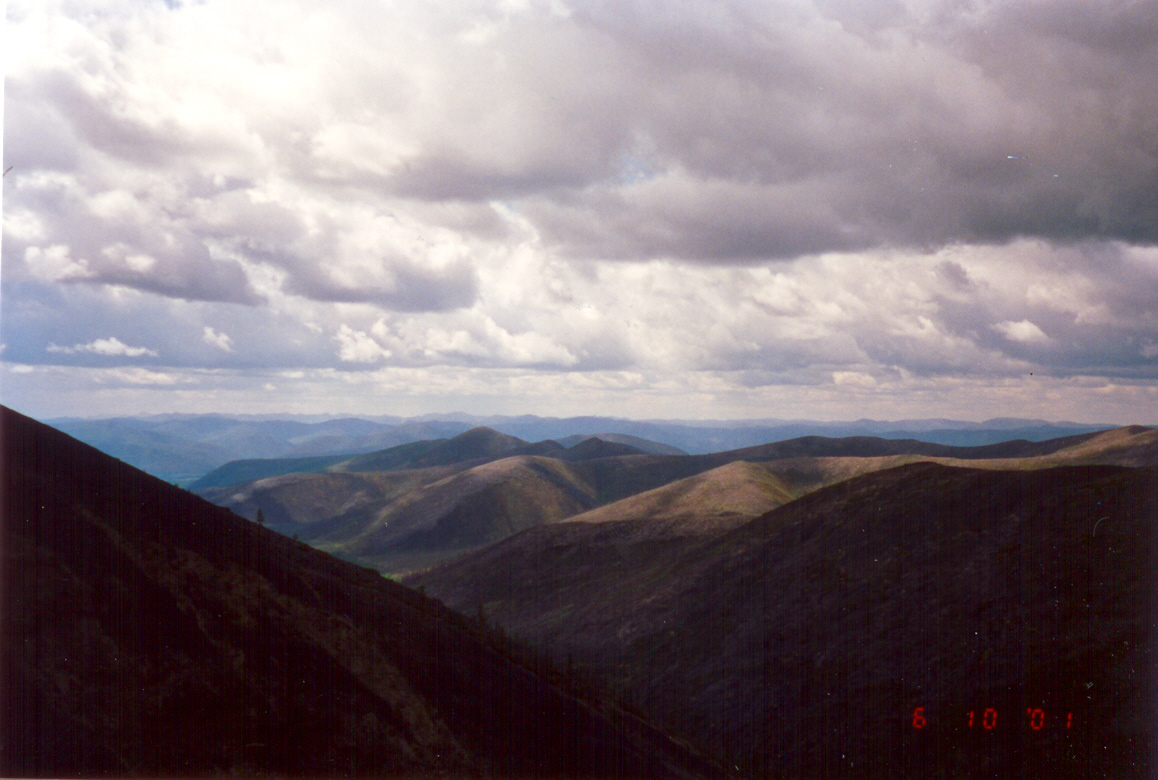
Pohoří Čerského

 Nese jméno polského geologa Jana Czerského.